# Östanmossgruvan
Östanmossgruvan ligger i Röbergsfältet inom Norbergs malmfält i Norbergs kommun, Västmanland. Inom gruvområdet finns förutom Östanmossgruvan även Stopgruvan och Postgruvan. Östanmossgruvorna producerade 1859-1907 cirka 166 222 ton järnmalm. För 1908-1929, redovisades 298 964 ton brutet berg, ur vilket erhölls 14 353 ton styckemalm och 273 986 ton anrikningsgods. Ur äldre varp utskräddes 1933-1934 cirka 9 588 ton anrikningsgods. Sligproduktionen uppgick till 112 675 ton. Produkternas järninnehåll beräknas till 77 788 ton. Östanmossa lades ned 1931 och nådde ett djup av 114,9 m.
Här upptäcktes för första gången mineralen norbergit och dollaseit-(Ce). Bland andra sällsynta mineral kan nämnas dissakisit-(Ce), bastnäsit-(Ce), parisit-(Ce) och fluorbritholit-(Y).